# Playlist: The Very Best of Kansas
Playlist: The Very Best of Kansas es un álbum recopilatorio de la banda estadounidense de rock progresivo Kansas y fue publicado por la discográfica Sony Music Entertainment en 2008.
Este compilado incluye canciones de los álbumes Kansas, Song for America, Masque, Leftoverture, Point of Know Return, Monolith y Audio-Visions, todos lanzados entre 1974 y 1980.

## Lista de canciones
| Side one |                                    |                                                      |          |  |
| N.º      | Título                             | Escritor(es)                                         | Duración |  |
| 1.       | «Can I Tell You»                   | Steve Walsh / Rich Williams / Dave Hope / Phil Ehart | 3:33     |  |
| 2.       | «Song for America»                 | Kerry Livgren                                        | 10:03    |  |
| 3.       | «Icarus - Borne On Wings of Steel» | Walsh / Livgren                                      | 6:03     |  |
| 4.       | «The Pinnacle»                     | Kerry Livgren                                        | 9:33     |  |
| 5.       | «Carry On Wayward Son»             | Kerry Livgren                                        | 5:23     |  |
| 6.       | «What's On My Mind»                | Kerry Livgren                                        | 3:28     |  |
| 7.       | «Miracles Out of Nowhere»          | Kerry Livgren                                        | 6:28     |  |
| 8.       | «Point of Know Return»             | Walsh / Robby Steinhardt / Ehart                     | 3:12     |  |
| 9.       | «Portrait (He Knew)»               | Walsh / Livgren                                      | 4:34     |  |
| 10.      | «Dust in the Wind»                 | Kerry Livgren                                        | 3:26     |  |
| 11.      | «People of the South Wind»         | Kerry Livgren                                        | 3:39     |  |
| 12.      | «Hold On»                          | Kerry Livgren                                        | 3:54     |  |

## Créditos

### Kansas
- Steve Walsh — voz, coros y teclados
- Kerry Livgren — guitarra y teclados
- Robby Steinhardt — voz, coros y violín
- Rich Williams — guitarra
- Dave Hope — bajo
- Phil Ehart — batería y percusiones

### Productores
- Kansas
- Jeff Glixman
- Wally Gold
- Brad Aaron
- Davey Moiré
- Jeff Magid

### Personal técnico
- Dave Donnelly — masterizador
- Darren Salmieri — A&R